# 阿拉伯国家世界遗产列表
阿拉伯国家世界遗产列表目前收录18个位于西亚和北非的阿拉伯世界各主权国家和耶路撒冷的世界遗产。
在这个列表中，文代表文化遗产，自代表自然遗产，自文代表双重遗产。
国家的排列顺序参照联合国教科文组织官方的世界遗产列表 （页面存档备份，存于）中的排列顺序，基本是按照国家英文/法文名称的打头字母来排列的；某个国家的遗产项目则是按照项目被列入世界遗产名录的时间顺序来排列的（由于官方列表的排列顺序时有变化，所以与当前官方列表的排列顺序并不一定完全一致）。
说明：依照联合国教科文组织的划分 （页面存档备份，存于），世界遗产所在地区共分为五类：
- 非洲（Afrique/Africa）
- 亚洲和太平洋地区（Asie et pacifique/Asia and the Pacific）
- 阿拉伯国家（États arabes/Arab States）
- 欧洲和北美地区（Europe et Amérique du nord/Europe and North America）
- 拉丁美洲和加勒比地区（Amérique latine et Caraïbes/Latin America and the Caribbean）

本列表显示的是其中阿拉伯国家类别下的世界遗产。

## 阿尔及利亚（7项）
6项文化遗产
- 贝尼·哈玛德的卡拉城（文，1980年）
- 杰米拉（文，1982年）
- 姆扎卜山谷（文，1982年）
- 提姆加德（文，1982年）
- 提帕薩（文，1982年）
- 阿尔及尔城堡（英语：Kasbah of Algiers）（文，1992年）

1项双重遗产
- 阿杰爾的塔西利（自文，1982年）

## 巴林（3项）
3项文化遗产
- 巴林堡—古代港口和迪尔门首都（文，2005年）
- 採珠業：島嶼經濟的見證（文，2012年）
- 迪尔穆恩墓葬群（文，2019年）

## 埃及（7项）
6项文化遗产
- 孟菲斯及其墓地金字塔—從吉薩到代赫舒爾的金字塔場地群（文，1979年）
- 底比斯古城及其墓地（文，1979年）
- 阿布辛拜勒至菲莱的努比亚遗址（文，1979年）
- 开罗古城（文，1979年）
- 阿布米那基督教遗址（文，1979年）
- 圣卡特琳娜地区（文，2002年）

1项自然遗产
- 鲸鱼峡谷（自，2005年）

## 伊拉克（5项）
5项文化遗产
- 哈特拉（文，1985年）
- 亚述古城（文，2003年）
- 萨迈拉古城（文，2007年）
- 埃尔比勒城堡（文，2014年）
- 巴比伦古城（文，2019年）

## 耶路撒冷（1项）
1项文化遗产
- 耶路撒冷古城及其城墙[a]（文，1981年）

## 约旦（7项）
6项文化遗产
- 佩特拉（文，1985年）
- 库塞尔阿姆拉（英语：Quseir Amra）（文，1985年）
- 乌姆赖萨斯（英语：Umm ar-Rasas）（文，2004年）
- 约旦河外伯大尼耶稣受洗地点（文，2015年）
- 阿萨尔特——包容之地与好客之城（文，2021年）
- 乌姆吉马尔（文，2024年）

1项双重遗产
- 瓦迪拉姆保护区（自文，2011年）

## 黎巴嫩（6项）
6项文化遗产
- 安杰尔（文，1984年）
- 巴勒贝克（文，1984年）
- 比布鲁斯（文，1984年）
- 提尔城（文，1984年）
- 夸底·夸底沙（圣谷）（英语：Kadisha_Valley）和神杉林（英语：Cedars of God）（文，1998年）
- 拉希德·卡拉米國際會展中心（文，2023年）

## 利比亞（5项）
5项文化遗产
- 昔兰尼考古遗址（文，1982年）
- 大莱普提斯考古遗址（文，1982年）
- 塞卜拉泰考古遗址（文，1982年）
- 塔德拉尔特阿卡库斯岩画（文，1985年）
- 古达米斯老镇（文，1986年）

## 毛里塔尼亚（2项）
1项文化遗产
- 瓦丹、欣盖提、提希特和瓦拉塔古镇（文，1996年）

1项自然遗产
- 阿尔金岩石礁国家公园（自，1989年）

## 摩洛哥（9项）
9项文化遗产
- 非斯的阿拉伯人聚居区（文，1981年）
- 马拉柯什的阿拉伯人聚居区（文，1985年）
- 阿伊特·本·哈杜筑垒村（文，1987年）
- 梅克内斯历史城市（文，1996年）
- 瓦卢比利斯考古遗址（文，1997年）
- 得土安的阿拉伯人聚居区（原缔头万）（文，1997年）
- 索维拉城（原莫加多尔）（文，2001年）
- 马扎甘的葡萄牙城（杰迪代）（文，2004年）
- 拉巴特，现代都市与历史古城：一处共享遗产（文，2012年）

## 阿曼（5项）
5项文化遗产
- 巴赫莱要塞（文，1987年）
- 巴特、库特姆和艾因考古遗址（文，1988年）
- 乳香之路（文，2000年）
- 阿曼的阿夫拉贾灌溉体系（文，2006年）
- 卡尔哈特古城（文，2018年）

1项被除名
- 阿拉伯羚羊保護區（1994年，2007年被除名[1]）

## 巴勒斯坦（5项）
5项文化遗产
- 耶稣诞生地：伯利恒主诞堂和朝圣线路（文，2012年）
- 橄榄与葡萄酒之地—南耶路撒冷文化景观（文，2014年）
- 希伯仑/哈利勒老城区（文，2017年）
- 古耶利哥城/苏丹台形遗址（文，2023年）
- 圣希拉里翁修道院 / 特尔乌姆阿迈尔（文，2024年）

## （1項）
1項文化遺產
- 祖巴拉考古遺址（文，2013年）

## 沙烏地阿拉伯（8项）
7项文化遗产
- 石谷考古遗址（玛甸沙勒）（文，2008年）
- 德拉伊耶的图赖夫区（文，2010年）
- 吉达古城，通向麦加之门（文，2014年）
- 沙烏地阿拉伯哈伊勒地區岩畫（文，2015年）
- 哈萨绿洲，演进的文化景观（文，2018年）
- 希马文化区域（英语：Bir Hima Rock Petroglyphs and Inscriptions）（文，2021年）
- 法乌（英语：Qaryat al-Faw）考古区文化景观（文，2024年）

1项自然遗产
- 奥鲁克·巴尼·马阿里德（自，2023年）

## 苏丹（3项）
2项文化遗产
- 博尔戈尔山和纳帕塔地区的地点群（文，2003年）
- 麥羅埃島考古遺址（文，2011年）

1项自然遗产
- 桑加奈卜國家海洋公園和敦戈奈卜灣-姆卡瓦島國家海洋公園（自，2016年）

## 叙利亚（6项）
6项文化遗产
- 大马士革古城（文，1979年）
- 布斯拉古城（文，1980年）
- 帕尔米拉古城遗址（文，1980年）
- 阿勒颇古城（文，1986年）
- 骑士堡和萨拉丁城堡（文，2006年）
- 叙利亚北部古村落群（文，2011年）

## 突尼西亞（9项）
8项文化遗产
- 杰姆的圆形竞技场（文，1979年）
- 突尼斯市的阿拉伯老城（文，1979年）
- 迦太基的考古地点（文，1979年）
- 科克瓦尼布尼城及其陵园（文，1985年，1986年）
- 凯鲁万（文，1988年）
- 蘇塞的阿拉伯老城（法语：Médina de Sousse）（文，1988年）
- 沙格镇（文，1997年）
- 杰尔巴：文化景观，岛屿区域定居模式的见证（文，2023年）

1项自然遗产
- 伊其克乌尔国家公园（自，1980年）

## 阿联酋（2项）
2项文化遗产
- 艾恩文化遗址：哈菲特、西里、比达-宾特-沙特以及绿洲（文，2011年）
- 法亞古地貌（文，2025年）

## 葉門（5项）
5项文化遗产
- 城墙环绕的希巴姆古城（文，1982年）
- 萨那古城（文，1986年）
- 乍比得历史古城（文，1993年）
- 赛伯伊古国遗址（文，2023年）

1项自然遗产
- 索科特拉群島（自，2008年）